# Pleuraphodius jombaensis
Pleuraphodius jombaensis är en skalbaggsart som beskrevs av Bordat, Cambefort och Bruneau de 1991. Pleuraphodius jombaensis ingår i släktet Pleuraphodius och familjen Aphodiidae. Inga underarter finns listade i Catalogue of Life.